# Богородське (Мелеузівський район)
Богоро́дське (рос. Богородское, башк. Богородский) — село у складі Мелеузівського району Башкортостану, Росія. Адміністративний центр Денисівської сільської ради.
Населення — 508 осіб (2010; 513 в 2002).
Національний склад:
- росіяни — 54%